# Carlos Ruesga
Carlos Ruesga Pasarín (Gijón, 10 de março de 1985) é um jogador de handebol espanhol, que atua como central. Atualmente, joga pelo Sporting CP.

## Biografia
Campeão do Mundo em 2013 ao serviço da Selecção Espanhola, Carlos Ruesga é um nome incontornável no andebol europeu.
Na sua carreira representou Real Grupo de Cultura Covadonga, San Antonio e CB Ademar León de Espanha, MKB Veszprém KC da Hungria e Barcelona de Espanha.
Para além do campeonato do mundo conquistou entre outros títulos, um Campeonato, uma Taça do Rei, uma Taça da Liga e uma Supertaça em Espanha e dois Campeonatos, duas Taças e uma Supertaça na Hungria e ainda uma Liga SEHA ao serviço do Veszprém.
Carlos Ruesga ingressou no Andebol do Sporting em 2016 e desde logo se assumiu como uma das pedras fundamentais da equipa que conquista o Campeonato Nacional e a Taça Challenge da EHF, sendo a principal referência do momento ofensivo do Sporting. Em 2018 sagrou-se Bicampeão Nacional pelo Sporting Clube de Portugal.
Em 2017 recebeu os prémios Honoris Sporting e Stromp na categoria Atleta Masculino do Ano.